# Interdiktor
Interdiktor je tip jurišnega lovskega letala, ki se uporablja za napade pomembnih tarč globoko v sovražnikovem teritoriju. 
Primer takega letala je upokojeni F-111, ki je imel zelo velik doseg in veliko hitrost na manjših višinah. Sovjetska zveza (zdaj Rusija) je uporabljala Suhoj Su-24. Evropski Panavia Tornado je podobno letalo, vendar je imel manjši doseg. Vsa tri omenjena letala so imela gibljivo krilo. Britanci so uporabljali verzijo bombnika English Electric Canberra v te namene.